# Bulbophyllum congestiflorum
Bulbophyllum congestiflorum là một loài phong lan thuộc chi Bulbophyllum.